# Stuart Musialik
Stuart Musialik (Newcastle, 29 marzo 1985) è un ex calciatore australiano, di ruolo centrocampista.

## Palmarès

### Club

#### Competizioni nazionali
- Campionato australiano: 1

Sydney FC: 2010